# Ludovic Tézier

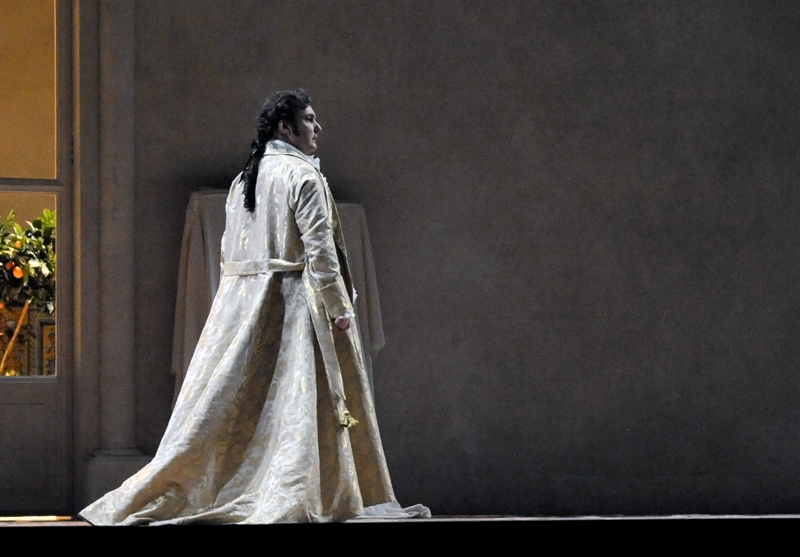
Als Conte d'Almaviva, Madrid 2010

Ludovic Tézier (geboren 10. September 1968 in Marseille) ist ein französischer Opernsänger der Stimmlage Bariton.

## Leben und Werk
Tézier war Ensemblemitglied des Luzerner Theaters, bevor er in das Atelier Lyrique de l'Opéra de Lyon aufgenommen wurde. Zu Beginn seiner Karriere reüssierte er unter anderem als Mozarts Graf Almaviva und Don Giovanni, sowie in Belcanto-Rollen wie Donizettis Belcore und Malatesta, bald aber auch als Marcello (in La Bohème) und als Ford (im Falstaff).  Sein umfangreiches Repertoire umfasst heute die Titelpartien in Ambroise Thomas’ Hamlet,  Eugen Onegin und Werther (in der Bariton-Version), den Wolfram im Tannhäuser – eine seiner Lieblingsrollen – und den Jeletzki in Pique Dame, den Enrico in Lucia di Lammermoor, den Alphonse XI in La favorite, den Méphistophélès La damnation de Faust, den Don Escamillo in Carmen und den Scarpia in der Tosca, sowie die Verdi-Rollen Renato, Don Carlo, Don Carlo di Vargas, Conte di Luna, Marchese di Posa und Giorgio Germont.
Heute zählt Ludovic Tézier zu den international gefragtesten Sängern seines Stimmfachs und gastiert an der Metropolitan Opera in New York, der Wiener Staatsoper, dem Royal Opera House Covent Garden in London, der Opéra National de Paris, am Pariser Théâtre des Champs-Élysées, dem Théâtre du Capitole Toulouse und der Opéra de Marseille, der Mailänder Scala, dem Theatre de la Monnaie in Bruxelles und dem Gran Teatre del Liceu in Barcelona, beim Festival d’Aix-en-Provence, den Chorégies d’Orange und im Festspielhaus Baden-Baden. Er sang weiters an den Opernhäusern von Berlin, Bilbao, Bordeaux, Madrid, Monte Carlo, Montpellier, München und Turin.
Bei den Salzburger Pfingstfestspielen 2012 debütierte der Sänger als Marc-Antoine in einer konzertanten Aufführung von Massenets Cléopâtre. Im Frühjahr 2015 gab er an der Seite von Jonas Kaufmann und Anja Harteros den Amonasro in Giuseppe Verdis Aida in einer konzertanten Aufführung.
2013 gab er in der Premiere von La forza del destino an der Bayerischen Staatsoper den Don Carlo di Vargas. Besonderes internationales Aufsehen in dieser Partie erregte er an der Seite von Anna Netrebko in der Inaugurazione-Premiere an der Mailänder Scala 2024.
2015 war er für den International Opera Award als bester Sänger nominiert.

## Diskographie (Auswahl)
- Le comte Ory. Dirigent: Andrew Davis; London Philharmonic Orchestra und Glyndebourne Festival Chorus. Mit Marc Laho, Annick Massis, Diana Montague, Jane Shaulis, Ludovic Tézier, Julien Robbins. DVD: NVC Arts (Live) 1997
- La Bohème. Dirigent: Daniel Oren; Chor und Orchester der Operá Bastille; Rodolfo: Roberto Alagna; Mimì: Angela Gheorghiu; Marcello: Ludovic Tézier; Colline: Erwin Schrott; Schaunard: Stéphane Degout; Musetta: Elena Evseeva; Lyric 2001
- La Bohème. Dirigent: Nicola Luisotti; Chor und Orchester der Metropolitan Opera; Rodolfo: Ramón Vargas; Mimì: Angela Gheorghiu; Marcello: Ludovic Tézier; Colline: Oren Gradus; Schaunard: Quinn Kelsey; Musetta: Ainhoa Arteta; EMI 2008
- Werther. Dirigent: Michel Plasson; Opéra National de Paris. Werther: Jonas Kaufmann, Charlotte: Sophie Koch, Albert: Ludovic Tézier. 2010.

## Auszeichnung
- 2014: International Opera Award, Nominierung als bester Sänger

## Nachweise
1. ↑  Chartquellen: Frankreich Deutschland Österreich Schweiz
2. ↑  Ludovic Tézier Songs, Albums, Reviews, Bio & More. Abgerufen am 8. September 2023 (englisch).
3. ↑  Ludovic Tézier: Sa biographie (Memento vom 26. August 2016 im Internet Archive), abgerufen am 21. März 2021
4. ↑  Helmut Pitsch „Konzertantes Großereignis“ (Memento vom 26. Juni 2015 im Internet Archive), Opernnetz, abgerufen am 26. Juni 2015.
5. ↑  Tobias Hell: Weihnachten auf dem Schlachtfeld. Rezension der Premiere in Mailand 2024. In: BR-Klassik. 8. Dezember 2024, abgerufen am 10. Dezember 2024.

| Personendaten    | Personendaten                                   |
| ---------------- | ----------------------------------------------- |
| NAME             | Tézier, Ludovic                                 |
| KURZBESCHREIBUNG | französischer Opernsänger der Stimmlage Bariton |
| GEBURTSDATUM     | 1968                                            |
| GEBURTSORT       | Marseille                                       |